# Lista campionilor de Grand Slam la simplu în Open Era după vârsta primului titlu
Aceasta este o listă cu toți campionii de tenis de Grand Slam din Open Era și vârsta acestora când au câștigat primul lor titlu. Jucătorii care au câștigat un titlu înainte de Open Era sunt desemnați cu un asterisc (*), dar acele rezultate nu sunt luate în considerare în această listă.

## Masculin
| Vârstă           | Nume                  | Turneu                           | Data nașterii      | Data primului titlu | Note     |
| ---------------- | --------------------- | -------------------------------- | ------------------ | ------------------- | -------- |
| 33 ani, 220 zile | Ken Rosewall *        | 1968 French Open                 | 2 noiembrie 1934   | 9 iunie 1968        | 1 din 4  |
| 29 ani, 332 zile | Rod Laver *           | 1968 Wimbledon                   | 9 august 1938      | 6 iulie 1968        | 1 din 5  |
| 25 ani, 60 zile  | Arthur Ashe           | 1968 US Open                     | 10 iulie 1943      | 8 septembrie 1968   | 1 din 3  |
| 24 ani, 98 zile  | Jan Kodeš             | 1970 French Open                 | 1 martie 1946      | 7 iunie 1970        | 1 din 3  |
| 26 ani, 42 zile  | John Newcombe *       | 1970 Wimbledon                   | 23 mai 1944        | 4 iulie 1970        | 1 din 5  |
| 24 ani, 241 zile | Stan Smith            | 1971 US Open                     | 14 decembrie 1946  | 12 august 1971      | 1 din 2  |
| 34 ani, 306 zile | Andrés Gimeno         | 1972 French Open                 | 3 august 1937      | 4 iunie 1972        |          |
| 26 ani, 53 zile  | Ilie Năstase          | 1972 US Open                     | 19 iulie 1946      | 10 septembrie 1972  | 1 din 2  |
| 21 ani, 121 zile | Jimmy Connors         | 1974 Australian Open             | 2 septembrie 1952  | 1 ianuarie 1974     | 1 din 8  |
| 18 ani, 10 zile  | Björn Borg            | 1974 French Open                 | 6 iunie 1956       | 16 iunie 1974       | 1 din 11 |
| 26 ani, 214 zile | Manuel Orantes        | 1975 US Open                     | 5 februarie 1949   | 7 septembrie 1975   |          |
| 21 ani, 195 zile | Mark Edmondson        | 1976 Australian Open             | 24 iunie 1954      | 5 ianuarie 1976     |          |
| 25 ani, 340 zile | Adriano Panatta       | 1976 French Open                 | 9 iulie 1950       | 14 iunie 1976       |          |
| 25 ani, 87 zile  | Roscoe Tanner         | 1977 Australian Open (Ianuarie)  | 15 octombrie 1951  | 10 ianuarie 1977    |          |
| 24 ani, 292 zile | Guillermo Vilas       | 1977 French Open                 | 17 august 1952     | 5 iunie 1977        | 1 din 4  |
| 23 ani, 159 zile | Vitas Gerulaitis      | 1977 Australian Open (Decembrie) | 26 iulie 1954      | 1 ianuarie 1978     |          |
| 20 ani, 205 zile | John McEnroe          | 1979 US Open                     | 16 februarie 1959  | 9 septembrie 1979   | 1 din 7  |
| 26 ani, 13 zile  | Brian Teacher         | 1980 Australian Open             | 23 decembrie 1954  | 5 ianuarie 1981     |          |
| 23 ani, 273 zile | Johan Kriek           | 1981 Australian Open             | 5 aprilie 1958     | 2 ianuarie 1982     | 1 din 2  |
| 17 ani, 293 zile | Mats Wilander         | 1982 French Open                 | 22 august 1964     | 11 iunie 1982       | 1 din 7  |
| 23 ani, 29 zile  | Yannick Noah          | 1983 French Open                 | 18 mai 1960        | 16 iunie 1983       |          |
| 24 ani, 97 zile  | Ivan Lendl            | 1984 French Open                 | 7 martie 1960      | 12 iunie 1984       | 1 din 8  |
| 17 ani, 228 zile | Boris Becker          | 1985 Wimbledon                   | 22 noiembrie 1967  | 8 iulie 1985        | 1 din 6  |
| 19 ani, 324 zile | Stefan Edberg         | 1985 Australian Open             | 19 ianuarie 1966   | 9 decembrie 1985    | 1 din 6  |
| 22 ani, 40 zile  | Pat Cash              | 1987 Wimbledon                   | 27 mai 1965        | 6 iulie 1987        |          |
| 17 ani, 110 zile | Michael Chang         | 1989 French Open                 | 22 februarie 1972  | 12 iunie 1989       |          |
| 30 ani, 103 zile | Andrés Gómez          | 1990 French Open                 | 27 februarie 1960  | 10 iunie 1990       |          |
| 19 ani, 29 zile  | Pete Sampras          | 1990 US Open                     | 12 august 1971     | 10 septembrie 1990  | 1 din 14 |
| 20 ani, 297 zile | Jim Courier           | 1991 French Open                 | 17 august 1970     | 10 iunie 1991       | 1 din 4  |
| 22 ani, 263 zile | Michael Stich         | 1991 Wimbledon                   | 18 octombrie 1968  | 8 iulie 1991        |          |
| 22 ani, 68 zile  | Andre Agassi          | 1992 Wimbledon                   | 29 aprilie 1970    | 6 iulie 1992        | 1 din 8  |
| 22 ani, 142 zile | Sergi Bruguera        | 1993 French Open                 | 16 ianuarie 1971   | 7 iunie 1993        | 1 din 2  |
| 27 ani, 253 zile | Thomas Muster         | 1995 French Open                 | 2 octombrie 1967   | 12 iunie 1995       |          |
| 22 ani, 113 zile | Yevgeny Kafelnikov    | 1996 French Open                 | 18 februarie 1974  | 10 iunie 1996       | 1 din 2  |
| 24 ani, 215 zile | Richard Krajicek      | 1996 Wimbledon                   | 6 decembrie 1971   | 8 iulie 1996        |          |
| 20 ani, 272 zile | Gustavo Kuerten       | 1997 French Open                 | 10 septembrie 1976 | 9 iunie 1997        | 1 din 3  |
| 24 ani, 254 zile | Patrick Rafter        | 1997 US Open                     | 28 decembrie 1972  | 8 septembrie 1997   | 1 din 2  |
| 30 ani, 9 zile   | Petr Korda            | 1998 Australian Open             | 23 ianuarie 1968   | 1 februarie 1998    |          |
| 21 ani, 285 zile | Carlos Moyá           | 1998 French Open                 | 27 august 1976     | 8 iunie 1998        |          |
| 20 ani, 228 zile | Marat Safin           | 2000 US Open                     | 27 ianuarie 1980   | 11 septembrie 2000  | 1 din 2  |
| 29 ani, 299 zile | Goran Ivanišević      | 2001 Wimbledon                   | 13 septembrie 1971 | 9 iulie 2001        |          |
| 20 ani, 198 zile | Lleyton Hewitt        | 2001 US Open                     | 24 februarie 1981  | 10 septembrie 2001  | 1 din 2  |
| 26 ani, 310 zile | Thomas Johansson      | 2002 Australian Open             | 24 martie 1975     | 28 ianuarie 2002    |          |
| 26 ani, 350 zile | Albert Costa          | 2002 French Open                 | 25 iunie 1975      | 10 iunie 2002       |          |
| 23 ani, 117 zile | Juan Carlos Ferrero   | 2003 French Open                 | 12 februarie 1980  | 9 iunie 2003        |          |
| 21 ani, 333 zile | Roger Federer         | 2003 Wimbledon                   | 8 august 1981      | 7 iulie 2003        | 1 din 20 |
| 21 ani, 8 zile   | Andy Roddick          | 2003 US Open                     | 30 august 1982     | 7 septembrie 2003   |          |
| 25 ani, 181 zile | Gastón Gaudio         | 2004 French Open                 | 9 decembrie 1978   | 7 iunie 2004        |          |
| 19 ani, 3 zile   | Rafael Nadal          | 2005 French Open                 | 3 iunie 1986       | 6 iunie 2005        | 1 din 22 |
| 20 ani, 251 zile | Novak Djokovic        | 2008 Australian Open             | 22 mai 1987        | 28 ianuarie 2008    | 1 din 24 |
| 20 ani, 356 zile | Juan Martín del Potro | 2009 US Open                     | 23 septembrie 1988 | 14 septembrie 2009  |          |
| 25 ani, 118 zile | Andy Murray           | 2012 US Open                     | 15 mai 1987        | 10 septembrie 2012  | 1 din 3  |
| 28 ani, 304 zile | Stan Wawrinka         | 2014 Australian Open             | 28 martie 1985     | 26 ianuarie 2014    | 1 din 3  |
| 25 ani, 345 zile | Marin Čilić           | 2014 US Open                     | 28 septembrie 1988 | 8 septembrie 2014   |          |
| 27 ani, 10 zile  | Dominic Thiem         | 2020 US Open                     | 3 septembrie 1993  | 13 septembrie 2020  |          |
| 25 ani, 213 zile | Daniil Medvedev       | 2021 US Open                     | 11 februarie 1996  | 12 septembrie 2021  |          |
| 19 ani, 129 zile | Carlos Alcaraz        | 2022 US Open                     | 5 mai 2003         | 11 septembrie 2022  | 1 din 5  |
| 22 ani, 165 zile | Jannik Sinner         | 2023 Australian Open             | 16 august 2001     | 28 ianuarie 2024    | 1 din 4  |

## Feminin
| Vârstă           | Nume                | Turneu                      | Data nașterii      | Data primului titlu | Note     |
| ---------------- | ------------------- | --------------------------- | ------------------ | ------------------- | -------- |
| 25 ani, 290 zile | Nancy Richey *      | 1968 French Open            | 23 august 1942     | 8 iunie 1968        |          |
| 23 ani, 59 zile  | Virginia Wade       | 1968 US Open                | 10 iulie 1945      | 7 septembrie 1968   | 1 din 3  |
| 24 ani, 226 zile | Billie Jean King *  | 1968 Wimbledon              | 22 noiembrie 1943  | 5 iulie 1968        | 1 din 8  |
| 26 ani, 194 zile | Margaret Court *    | 1969 Australian Open        | 16 iulie 1942      | 26 ianuarie 1969    | 1 din 11 |
| 19 ani, 309 zile | E. Goolagong Cawley | 1971 French Open            | 31 iulie 1951      | 5 iunie 1971        | 1 din 7  |
| 19 ani, 176 zile | Chris Evert         | 1974 French Open            | 21 decembrie 1954  | 15 iunie 1974       | 1 din 18 |
| 20 ani, 55 zile  | Sue Barker          | 1976 French Open            | 19 aprilie 1956    | 13 iunie 1976       |          |
| 29 ani, 154 zile | Kerry Reid          | 1977 Australian Open (Jan.) | 7 august 1947      | 8 ianuarie 1977     |          |
| 20 ani, 319 zile | Mima Jaušovec       | 1977 French Open            | 20 iulie 1956      | 4 iunie 1977        |          |
| 23 ani, 130 zile | Virginia Ruzici     | 1978 French Open            | 31 ianuarie 1955   | 10 iunie 1978       |          |
| 21 ani, 262 zile | Martina Navratilova | 1978 Wimbledon              | 18 octombrie 1956  | 7 iulie 1978        | 1 din 18 |
| 22 ani, 274 zile | Barbara Jordan      | 1979 Australian Open        | 2 aprilie 1957     | 1 ianuarie 1980     |          |
| 16 ani, 270 zile | Tracy Austin        | 1979 US Open                | 12 decembrie 1962  | 8 septembrie 1979   | 1 din 2  |
| 18 ani, 329 zile | Hana Mandlíková     | 1980 Australian Open        | 19 februarie 1962  | 3 ianuarie 1981     | 1 din 4  |
| 17 ani, 357 zile | Steffi Graf         | 1987 French Open            | 14 iunie 1969      | 6 iunie 1987        | 1 din 22 |
| 17 ani, 174 zile | A. Sánchez Vicario  | 1989 French Open            | 18 decembrie 1971  | 10 iunie 1989       | 1 din 4  |
| 16 ani, 189 zile | Monica Seles        | 1990 French Open            | 2 decembrie 1973   | 9 iunie 1990        | 1 din 9  |
| 20 ani, 115 zile | Gabriela Sabatini   | 1990 US Open                | 16 mai 1970        | 8 septembrie 1990   |          |
| 22 ani, 77 zile  | Conchita Martínez   | 1994 Wimbledon              | 16 aprilie 1972    | 2 iulie 1994        |          |
| 20 ani, 13 zile  | Mary Pierce         | 1995 Australian Open        | 15 ianuarie 1975   | 28 ianuarie 1995    | 1 din 2  |
| 16 ani, 117 zile | Martina Hingis      | 1997 Australian Open        | 30 septembrie 1980 | 25 ianuarie 1997    | 1 din 5  |
| 19 ani, 299 zile | Iva Majoli          | 1997 French Open            | 12 august 1977     | 7 iunie 1997        |          |
| 29 ani, 275 zile | Jana Novotná        | 1998 Wimbledon              | 2 octombrie 1968   | 4 iulie 1998        |          |
| 22 ani, 96 zile  | Lindsay Davenport   | 1998 US Open                | 8 iunie 1976       | 12 septembrie 1998  | 1 din 3  |
| 17 ani, 350 zile | Serena Williams     | 1999 US Open                | 26 septembrie 1981 | 11 septembrie 1999  | 1 din 23 |
| 20 ani, 21 zile  | Venus Williams      | 2000 Wimbledon              | 17 iunie 1980      | 8 iulie 2000        | 1 din 7  |
| 24 ani, 304 zile | Jennifer Capriati   | 2001 Australian Open        | 29 martie 1976     | 27 ianuarie 2001    | 1 din 3  |
| 21 ani, 6 zile   | Justine Henin       | 2003 French Open            | 1 iunie 1982       | 7 iunie 2003        | 1 din 7  |
| 22 ani, 333 zile | Anastasia Myskina   | 2004 French Open            | 8 iulie 1981       | 5 iunie 2004        |          |
| 17 ani, 75 zile  | Maria Sharapova     | 2004 Wimbledon              | 19 aprilie 1987    | 3 iulie 2004        | 1 din 5  |
| 19 ani, 76 zile  | Svetlana Kuznetsova | 2004 US Open                | 27 iunie 1985      | 11 septembrie 2004  | 1 din 2  |
| 22 ani, 94 zile  | Kim Clijsters       | 2005 US Open                | 8 iunie 1983       | 10 septembrie 2005  | 1 din 4  |
| 26 ani, 207 zile | Amélie Mauresmo     | 2006 Australian Open        | 5 iulie 1979       | 28 ianuarie 2006    | 1 din 2  |
| 20 ani, 214 zile | Ana Ivanovic        | 2008 French Open            | 6 noiembrie 1987   | 7 iunie 2008        |          |
| 29 ani, 346 zile | Francesca Schiavone | 2010 French Open            | 23 iunie 1980      | 5 iunie 2010        |          |
| 29 ani, 98 zile  | Li Na               | 2011 French Open            | 26 februarie 1982  | 4 iunie 2011        | 1 din 2  |
| 21 ani, 116 zile | Petra Kvitová       | 2011 Wimbledon              | 8 martie 1990      | 2 iulie 2011        | 1 din 2  |
| 27 ani, 165 zile | Samantha Stosur     | 2011 US Open                | 30 martie 1984     | 11 septembrie 2011  |          |
| 22 ani, 181 zile | Victoria Azarenka   | 2012 Australian Open        | 31 iulie 1989      | 28 ianuarie 2012    | 1 din 2  |
| 28 ani, 277 zile | Marion Bartoli      | 2013 Wimbledon              | 2 octombrie 1984   | 6 iulie 2013        |          |
| 33 ani, 199 zile | Flavia Pennetta     | 2015 US Open                | 25 februarie 1982  | 12 septembrie 2015  |          |
| 28 ani, 12 zile  | Angelique Kerber    | 2016 Australian Open        | 18 ianuarie 1988   | 30 ianuarie 2016    | 1 din 3  |
| 22 ani, 240 zile | Garbiñe Muguruza    | 2016 French Open            | 8 octombrie 1993   | 4 iunie 2016        | 1 din 2  |
| 20 ani, 2 zile   | Jeļena Ostapenko    | 2017 French Open            | 8 iunie 1997       | 10 iunie 2017       |          |
| 24 ani, 173 zile | Sloane Stephens     | 2017 US Open                | 20 martie 1993     | 9 septembrie 2017   |          |
| 27 ani, 200 zile | Caroline Wozniacki  | 2018 Australian Open        | 11 iulie 1990      | 27 ianuarie 2018    |          |
| 26 ani, 255 zile | Simona Halep        | 2018 French Open            | 27 septembrie 1991 | 9 iunie 2018        | 1 din 2  |
| 20 ani, 327 zile | Naomi Osaka         | 2018 US Open                | 16 octombrie 1997  | 8 septembrie 2018   | 1 din 4  |
| 23 ani, 45 zile  | Ashleigh Barty      | 2019 French Open            | 24 aprilie 1996    | 8 iunie 2019        | 1 din 3  |
| 19 ani, 83 zile  | Bianca Andreescu    | 2019 US Open                | 16 iunie 2000      | 7 septembrie 2019   |          |
| 21 ani, 79 zile  | Sofia Kenin         | 2020 Australian Open        | 14 noiembrie 1998  | 1 februarie 2020    |          |
| 19 ani, 132 zile | Iga Świątek         | 2020 French Open            | 31 mai 2001        | 10 octombrie 2020   | 1 din 6  |
| 25 ani, 176 zile | Barbora Krejčíková  | 2021 French Open            | 18 decembrie 1995  | 12 iunie 2021       | 1 din 2  |
| 18 ani, 302 zile | Emma Răducanu       | 2021 US Open                | 13 noiembrie 2002  | 11 septembrie 2021  |          |
| 23 ani, 22 zile  | Elena Rîbakina      | 2022 Wimbledon              | 17 iunie 1999      | 9 iulie 2022        |          |
| 24 ani, 268 zile | Arina Sabalenka     | 2023 Australian Open        | 5 mai 1998         | 28 ianuarie 2023    | 1 din 3  |
| 24 ani, 17 zile  | Markéta Vondroušová | 2023 Wimbledon              | 28 iunie 1999      | 15 iulie 2023       |          |
| 19 ani, 118 zile | Coco Gauff          | 2023 US Open                | 13 martie 2004     | 9 septembrie 2023   | 1 din 2  |
| 29 ani, 343 zile | Madison Keys        | 2025 Australian Open        | 17 februarie 1995  | 25 ianuarie 2025    |          |

° Rețineți că finalele feminine au loc în penultima zi a fiecărui eveniment.